# Carlos Oliveira (football)
Carlos Oliveira Hernández (né et mort à des dates inconnues) était un footballeur international cubain, dont le poste était attaquant.

## Biographie
C'est dans le championnat cubain et plus précisément dans le club de l'Hispano America que Carlos Oliveira passe sa carrière de club.
Il représente son pays, Cuba pendant la coupe du monde 1938 en France. Oliveira joue deux matchs de son équipe, et c'est lui qui inscrit le but de la victoire contre la Roumanie.